# Anders Linderoth
Anders Linderoth (* 21. März 1950 in Kristianstad, Schweden) ist ein ehemaliger schwedischer Fußballspieler, der mittlerweile als Trainer tätig ist.

## Werdegang

### Vereinskarriere
Linderoth begann mit dem Fußballspielen 1955 bei Näsby IF. 1962 wechselte er zu Stattena IF, ehe er bei Helsingborgs IF sein Profidebüt in der Division 1 absolvierte. 1971 ging er zu Östers IF in die Allsvenskan. Hier war er schnell einer der Führungsspieler und gestaltete das Spiel des Klubs. 1976 wurde er mit dem Guldbollen als Schwedens Fußballer des Jahres ausgezeichnet. Ein Jahr später gelang durch einen 1:0-Finalsieg im schwedischen Landespokal gegen Hammarby IF der erste Titelgewinn. Im selben Jahr wechselte er zu Olympique Marseille in die Ligue 1. 1980 kehrte er nach Schweden zurück und trat für Mjällby AIF in der Allsvenskan an. Allerdings stieg der Verein als Tabellenletzter in die Division 1 ab. Daraufhin kehrte er zu seinem Heimatklub Näsby IF zurück, wo er bis 1984 als Spielertrainer tätig war.

### Nationalmannschaft
Linderoth lief zwischen 1972 und 1980 40-mal für die schwedische Nationalmannschaft auf. Dabei gelangen ihm zwei Tore. Er gehörte bei der Weltmeisterschaft 1978 zum schwedischen Aufgebot und kam in allen drei Spielen zum Einsatz.

### Trainerkarriere
Nach dem Ende der aktiven Laufbahn war Linderoth für verschiedene Klubs als Trainer tätig. Dabei betreute er unter anderem IF Elfsborg, Hammarby IF, Landskrona BoIS und in Norwegen Stabæk Fotball sowie Viborg FF. 2010 kehrte er als Jugendtrainer zu seinem Heimatverein Mjällby AIF zurück. Später war er dort auch als Trainerassistent tätig.
Im Juli 2014 entließ Mjällby AIF auf dem Relegationsplatz liegend den bisherigen Cheftrainer Lars Jacobsson und verpflichtete Linderoth als Nachfolger bis zum Saisonende, Jonas Andersson und Patrik Rosengren komplettierten als seine Assistenten den Trainerstab.

## Erwähnenswertes
Anders Linderoth ist der Vater des schwedischen Nationalspielers Tobias Linderoth, der zu Beginn seiner Karriere bei den von seinem Vater betreuten Vereinen spielte.